# Капинци
Капинци су насељено место у саставу општине Сопје у Вировитичко-подравској жупанији, Република Хрватска.

## Историја
До територијалне реорганизације у Хрватској налазили су се у саставу старе општине Подравска Слатина.

## Становништво
На попису становништва 2011. године, Капинци су имали 186 становника.

## Попис1991.
На попису становништва 1991. године, насељено место Капинци је имало 286 становника, следећег националног састава:
| Попис 1991.‍  | Попис 1991.‍  | Попис 1991.‍ | Попис 1991.‍ | Попис 1991.‍ |
| ------------ | ------------ | ----------- | ----------- | ----------- |
|              |              |             |             |             |
| Хрвати       | Хрвати       |             | 155         | 54,19%      |
| Срби         | Срби         |             | 114         | 39,86%      |
| Југословени  | Југословени  |             | 11          | 3,84%       |
| Муслимани    | Муслимани    |             | 2           | 0,69%       |
| Мађари       | Мађари       |             | 1           | 0,34%       |
| неопредељени | неопредељени |             | 3           | 1,04%       |
| укупно: 286  |              |             |             |             |